# Escola peripatètica

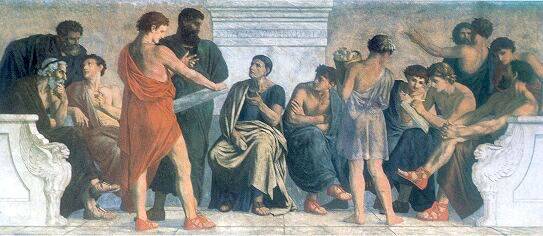
Escola d'Aristòtil, de Gustav Adolph Spangenberg

L'escola peripatètica va ser una escola de filosofia de l'antiga Grècia que, bàsicament, seguia la doctrina d'Aristòtil, el seu fundador. «Peripatètic» (περιπατητικός) és el nom que es donava als seus seguidors.

## Història
El terme peripatètic és una transliteració de la paraula grega antiga περιπατητικός (peripatētikós), que significa "de caminar" o "donat a caminar". L'escola peripatètica, fundada per Aristòtil,en realitat era coneguda simplement com el Peripatos. L'escola d'Aristòtil es va anomenar així a causa dels peripatoi ("passarella", alguns coberts o amb columnates) del Liceu on es reunien els membres. La llegenda que el nom prové del suposat hàbit d'Aristòtil de caminar mentre donava una conferència pot haver començat amb Hermip d'Esmirna.
A diferència de Plató (428/7–348/7 aC), Aristòtil (384–322 aC) no era ciutadà d'Atenes i, per tant, no podia posseir propietats; per tant, ell i els seus col·legues van utilitzar els terrenys del Liceu com a lloc de reunió, tal com havien estat utilitzats per filòsofs anteriors com Sòcrates.[6] Aristòtil i els seus col·legues van començar a utilitzar el Liceu d'aquesta manera cap al 335 aC, després del qual Aristòtil va deixar l'Acadèmia de Plató i Atenes, i després va tornar a Atenes dels seus viatges una dotzena d'anys més tard. A causa de l'associació de l'escola amb el gimnàs, l'escola també es va anomenar simplement Liceu. Alguns estudiosos moderns argumenten que l'escola no es va institucionalitzar formalment fins que Teofrasto se'n va fer càrrec, moment en què hi havia propietat privada associada a l'escola.
Almenys originàriament, les reunions peripatètiques probablement es van dur a terme de manera menys formal del que suggereix el terme "escola": probablement no hi havia un pla d'estudis o requisits establerts per als estudiants o fins i tot quotes per ser membres. Aristòtil sí que va ensenyar i fer conferències allà, però també es va fer recerca filosòfica i científica en col·laboració amb altres membres de l'escola. Sembla probable que molts dels escrits que ens han arribat en nom d'Aristòtil es basaven en conferències que donava a l'escola.
Entre els membres de l'escola en temps d'Aristòtil hi havia Teofrast, Fanias d'Eresus, Eudem de Rodes, Clit de Milet, Aristòxeno i Dicearc. Igual que l'Acadèmia de Plató, a l'escola d'Aristòtil hi havia membres juniors i sèniors, els membres més joves servien generalment com a alumnes o assistents als membres sèniors que dirigien la investigació i feien conferències. L'objectiu de l'escola, almenys en temps d'Aristòtil, no era fomentar una doctrina concreta, sinó explorar teories filosòfiques i científiques; els que dirigien l'escola treballaven com a socis iguals.
Aristòtil va fundar l'escola peripatètica el 335 aC, quan va obrir la seva primera escola filosòfica al Liceu a Atenes. El nom de l'escola procedeix de la paraula grega περίπατος (‘passeig’), ja que moltes classes d'Aristòtil es donaven passejant o, també, en una galeria o portal del Liceu, conegut com a perípatoi, pels enramats elevats sota els quals caminava Aristòtil mentre llegia. Els principals interessos dels primers peripatètics —final del s. IV i s. III aC— foren el desenvolupament de l'empirisme aristotèlic i la investigació cientificopositiva.
Un dels membres destacats de l'escola peripatètica després d'Aristòtil va ser Estrató de Làmpsac, que va incrementar els elements naturals de la filosofia aristotèlica i va adoptar una forma d'ateisme.
Com a membres de l'escola peripatètica s'inclouen, entre d'altres: 
- Teofrast
- Aristoxen de Tàrent
- Sàtir
- Eudem de Rodes
- Andrònic de Rodes